# Skogsriska
Skogsriska (Lactarius trivialis) är en svampart som först beskrevs av Elias Fries, och fick sitt nu gällande namn av Elias Fries 1838. Skogsriska ingår i släktet riskor,  och familjen kremlor och riskor.  Artens status i Sverige är: Reproducerande. Inga underarter finns listade. I Danmark är skogsriskan rödlistad som nära hotad.
Liksom andra skogsriskor skall skogsriskan insaltas, upphettas eller på annat lämpligt sätt tillredas för att förstöra de skarpt smakande ämnena den innehåller. Kokvattnet skall kasseras.